# Andreas Wilson
Andreas Wilson est un acteur suédois né le 7 mars 1981 à Stockholm.

## Filmographie sélective

### Cinéma
- 2003 : Ondskan de Mikael Håfström : Erik Ponti
- 2005 : Animal de Roselyne Bosch : Thomas Nielsen
- 2005 : Den Utvalde d'Eric Donell et Martin Söder : Johan
- 2006 : Babas bilar de Rafael Edholm : Jojo
- 2006 : Kill Your Darlings (film, 2006) de Björne Larson : Erik
- 2010 : Bicycle Bride d'Hassan Zee :
- 2011 : War of the Dead de Marko Mäkilaakso

### Télévision
- 2012 : Real Humans : 100 % humain : Leo